# Höhenhof
Höhenhof ist ein Gemeindeteil der Gemeinde Obertraubling im Landkreis Regensburg in Bayern mit 23 Einwohnern (Stand: 31. Dezember 2011). Postalisch gehört der Weiler zu Obertraubling, die Telefonvorwahl ist jedoch die des Marktes Bad Abbach.

## Geschichte
Das bayerische Urkataster zeigt Höhenhof in den 1810er Jahren als einen Weiler mit fünf Herdstellen und dem Namen Höherhöfe.

### Sport
- Sportschützen Höhenhof